# Willi Hennig
Willi Hennig, född 20 april 1913 i Dürrhennersdorf (öster om Dresden), Tyskland, död 5 november 1976 i Ludwigsburg, var en tysk entomolog, som räknas som kladistikens fader.
Med sina verk om evolution och systematik revolutionerade han synen på varelsernas naturliga ordning. Som taxonomist specialiserade han sig på dipteraner (riktiga flugor). 
Han är också ihågkommen för Hennigs progressionsregel i kladistik, som kontroversiellt argumenterar för att de mest primitiva arterna finns i den tidigaste, centrala delen av en grupps område.
Hennig invaldes 1972 som utländsk ledamot av Kungliga Vetenskapsakademien.

## Biografi
Hennig var son till järnvägsarbetare Karl Ernst Emil Hennig och hans hustru Marie Emma, född Groß. Han hade två bröder, Fritz Rudolf Hennig, som blev präst, och Karl Herbert Hennig, som försvann vid slaget vid Stalingrad 1943.
År 1919 började Hennig skolan i Dürrhennersdorf och gick därefter i skolan i Taubenheim an der Spree och Oppach. Han fortsatte 1927 sin utbildning med realgymnasium och internatskola i Klotzsche nära Dresden. Här träffade han sin första mentor, vetenskapsläraren M. Rost, som han bodde med i ett hus som kallas "Abteilung". Rost hade ett intresse för insekter och presenterade Hennig för Wilhelm Meise, som arbetade som forskare vid Dresdener museum für Tierkunde (Statens zoologiska museum, Dresden). Han tog examen den 26 februari 1932.
I en uppsats 1931 med titeln Die Stellung der Systematik in der Zoologie som en del av sitt skolarbete, visade Hennig sitt intresse och behandling av systematiska problem. Förutom skolan arbetade han som volontär på museet och såg i samarbete med Meise till den systematiska och biogeografiska undersökningen av de "flygande" ormarna av släktet Dendrelaphis som blev hans första publicerade verk.
Från år 1932 och framåt läste Hennig zoologi, botanik och geologi vid universitetet i Leipzig. På museet i Dresden  träffade han under tiden regelbundet intendenten för den entomologiska samlingen, Dipteran-experten Fritz Isidore van Emden tills van Emden utvisades från nationalsocialistiska Tyskland för att han hade en judisk mor och hustru.
Hennig avslutade sina studier med avhandlingen Beiträge zur Kenntnis des Kopulationsapparates der cyclorrhaphen Dipteren. Då hade han redan publicerat åtta vetenskapliga artiklar. Förutom hans 300-sidiga revision av Tylidae (nu klassad som Micropezidae), fanns det ytterligare rapporter om Diptera och agamidsläktet Draco av flygande ödlor. Efter sina studier var Hennig volontär på Statens zoologiska museum i Dresden. Den 1 januari 1937 fick han ett stipendium från Deutsche Forschungsgemeinschaft (DFG) för att arbeta vid det tyska entomologiska institutet vid Kaiser-Wilhelm-Gesellschaft i Berlin-Dahlem. 
Den 13 maj 1939 gifte sig Hennig med sin tidigare studentkollega Irma Wehnert. De fick tre söner, Wolfgang (född 1941), Bernd (född 1943) och Gerd (född 1945).

## Karriär

### Krigsåren
Hennig inkallades 1938 för att träna för infanteriet och avslutade denna kurs 1939. I början av andra världskriget var han utplacerad i infanteriet i Polen, Frankrike, Danmark och Ryssland. Han skadades av granatsplitter 1942 och användes därefter som entomolog vid Institutet för tropisk medicin och hygien i Berlin, med en Sonderführer (Z). Strax innan kriget tog slut skickades han till Italien till den tionde armén, Heeresgruppe C, för att bekämpa malaria och andra epidemiska sjukdomar. I slutet av kriget i maj 1945 tillfångatogs han av britterna när han var med malariaträningskåren vid Triestebukten, och släpptes först under hösten. 
Genom sitt aktiva deltagande i krig som soldat och vetenskapsman utsattes Hennig senare för anklagelser om att han hade varit medlem i nationalsocialistiska partiet. Det finns ingen rapport om att han offentligt stödde nationalsocialistiska partiets åsikter, men han trodde att Nazityskland skulle vinna andra världskriget.
Under sin tid som krigsfånge började Hennig utarbeta sitt viktigaste bidrag till systematik, dock publicerat först 1950. Under kriget publicerade han också ytterligare 25 vetenskapliga artiklar. 
Åren 1946 - 1947 vikarierade Hennig för sin avhandlingshandledare Paul Buchner som assistent till professor Friedrich Hempelmann vid universitetet i Leipzig och föreläste i allmän biologi, zoologi och speciell zoologi för insekter. Han återvände till det tyska entomologiska institutet i Berlin den 1 april 1947 och gav upp sin tjänst i Leipzig. Från den 1 november 1949 ledde han sektionen för systematisk entomologi och var andre direktör för institutet. Den 1 augusti 1950 habiliterade han i zoologi vid Brandenburgische Landeshochschule i Potsdam.  

### 1950-talet
I oktober 1950 erbjöds Hennig en professur med undervisningsansvar, där han gav föreläsningar om speciell zoologi av ryggradslösa djur, systematisk zoologi och praktisk taxonomi. Samma år publicerade han sin grundläggande översikt över en teori om fylogenetisk systematik, och ytterligare arbeten om metodiken för fylogenetisk systematik som följdes under de följande åren, åtföljd av många taxonomiska verk om Diptera. Hans pocketbok i två volymer, där han tillämpade fylogenetisk systematik på ryggradslösa djur för första gången, var särskilt framgångsrik.
Han fortsatte att arbeta vid det tyska entomologiska institutet i den sovjetiska sektorn Berlin, Berlin-Friedrichshagen, bodde hela tiden i den amerikanska sektorn i Berlin-Steglitz. När Berlinmuren började byggas i augusti 1961 beslutade han lämna sin tjänst eftersom han hade antikommunistiska åsikter och redan hade ett problematiskt förhållande till Sozialistische Einheitspartei Deutschlands.

### Åren 1961 till 1976
I Västberlin fick Hennig en interimspost vid Technische Universität Berlin som framstående professor. Han bestämde sig sedan för en tjänst vid Statens naturhistoriska museum i Stuttgart, där han fick en avdelning för fylogenetisk forskning. I april 1963 flyttade han till Ludwigsburg-Pflugfelden för denna tjänst. Museets vetenskapliga samlingar hade förvarats provisoriskt i Ludwigsburg och stannade här tills de 1985 återinstallerades på museets nya plats i Stuttgarts Löwentor.
Hans arbeten i Stuttgart handlade nästan uteslutande om taxonomiska revideringar av Dipterans. Betydande recensionsartiklar publicerades i Erwin Lindners Flies of the Palaearctic Regions och Handbuch der Zoologie. Den klärkistiska metoden var också representerad i flera publicerade verk, främst bland dem artikeln, Cladistic analysis or cladistic classification? A reply to Ernst Mayr (1974), avsett som ett internationellt tillgängligt svar på Ernst Mayrs kritik av Hennigs fylogenetiska systematik.
Från 1 september till 30 november 1967 arbetade han vid Entomology Research Institute vid Kanadas jordbruksdepartement i Ottawa. Sin vistelse i Kanada använde han också för besök på olika entomologiska samlingar på museer i USA, såsom Cambridge, Chicago, Washington, D.C. och New York, alltid i hopp om att hitta ytterligare bärnstensinkluderingar av Dipterans, som var framträdande i hans forskning i slutet av 1960-talet och början av 1970-talet.